# Russians free (послуга)
«Russians free» — послуга, яку пропонують найбільші курорти світу. Надаючи послугу «Russians free», туроператори обіцяють надати готель, де гарантовано не буде нікого з Росії. Попит на подібну послугу зумовлений деякими особливостями поведінки більшості російських туристів, котрі полюбляють надмірно вживати алкогольні напої, і чиї невихованість, безтактовність і нахабство стали візитівкою росіян на закордонному відпочинку.
Згідно з опитуванням міжнародного агентства «Expedia», росіяни знаходяться в самому кінці списку бажаних гостей.
У той же час європейських туристів іноді обурює не стільки поведінка гостей з Росії, скільки політика готелів, які знижують якість послуг у розрахунку на нерозбірливість росіян. Приміром, ось емоційна цитата з відгуку одного британського туриста:
|  | Їжа 100% орієнтована на російських туристів, які отримують за розміщення 80%-ву знижку. .... Коли ми були там, з нами була тільки одна німецька і одна японська пара, тобто англійською ніхто, крім нас, не говорив. Решта усі були росіяни, які будуть їсти і пити що завгодно! |

У результаті відсутність російських туристів стала розцінюватися багатьма відпочиваючими як добра ознака, і попит не забарився народити пропозицію: подекуди позначка «Russians free» почала означати вдале розташування і відмінний сервіс. В мережі інтернет навіть стали викладати неофіційні переліки таких місць. Примітно, що потрапити в готель «Russians free» прагнуть не тільки європейці, але й самі непатріотичні російськомовні громадяни.

## У кіно

### «Наша Russia»
Характерні негативні риси багатьох росіян всебічно обігруються в популярному російському скетч-серіалі «Наша Russia», виробництва Comedy Club Production. В одній з декількох сюжетних ліній розповідається про Гєнадія («Гєна»; актор — Сергій Свєтлаков) і Владіміра («Вован»; актор — Михайло Галустян) з Нижнього Тагілу зі своєю відеокамерою, на яку самі ж знімають усі свої «пригоди» у чужій країні.
В АнтальїГєна і Вован з Нижнього Тагілу відриваються по повній зі своєю відеокамерою японського виробництва на відпочинку в Туреччині. При цьому вони тримаються досить розв'язно: голосно сміються, непомірно вживають алкоголь, бешкетують, псують майно готелю, справляють природні потреби в басейн, приколюються над персоналом та іншими відвідувачами турецького готелю. Постійно лаються матюками, а обслуговчий персонал готелю презирливо називають «рабами». Вован практично в кожній серії перебуває в стані сильного алкогольного сп'яніння і говорить лише одну фразу: «Тагіл!». Іноді після цієї репліки Вована Гєна додає: «Тагіл реально рулить і розрулює!». Вован часто падає на рівному місці і засинає в невідповідних місцях, а Гєна його частенько підбадьорює: «Вован, красава!».
Гумор цієї сюжетної лінії полягає в тому, що поведінка Гєни і Вована є пародією на поведінку багатьох російських туристів, що відпочивають за кордоном.